# Église simultanée Saint-Arbogast de Bourgheim
L'église simultanée Saint-Arbogast est un monument historique situé à Bourgheim, dans le département français du Bas-Rhin.

## Localisation
Ce bâtiment est situé rue de la Kirneck à Bourgheim.

## Historique
L'édifice fait l'objet d'une inscription au titre des monuments historiques depuis 1986.

## Architecture

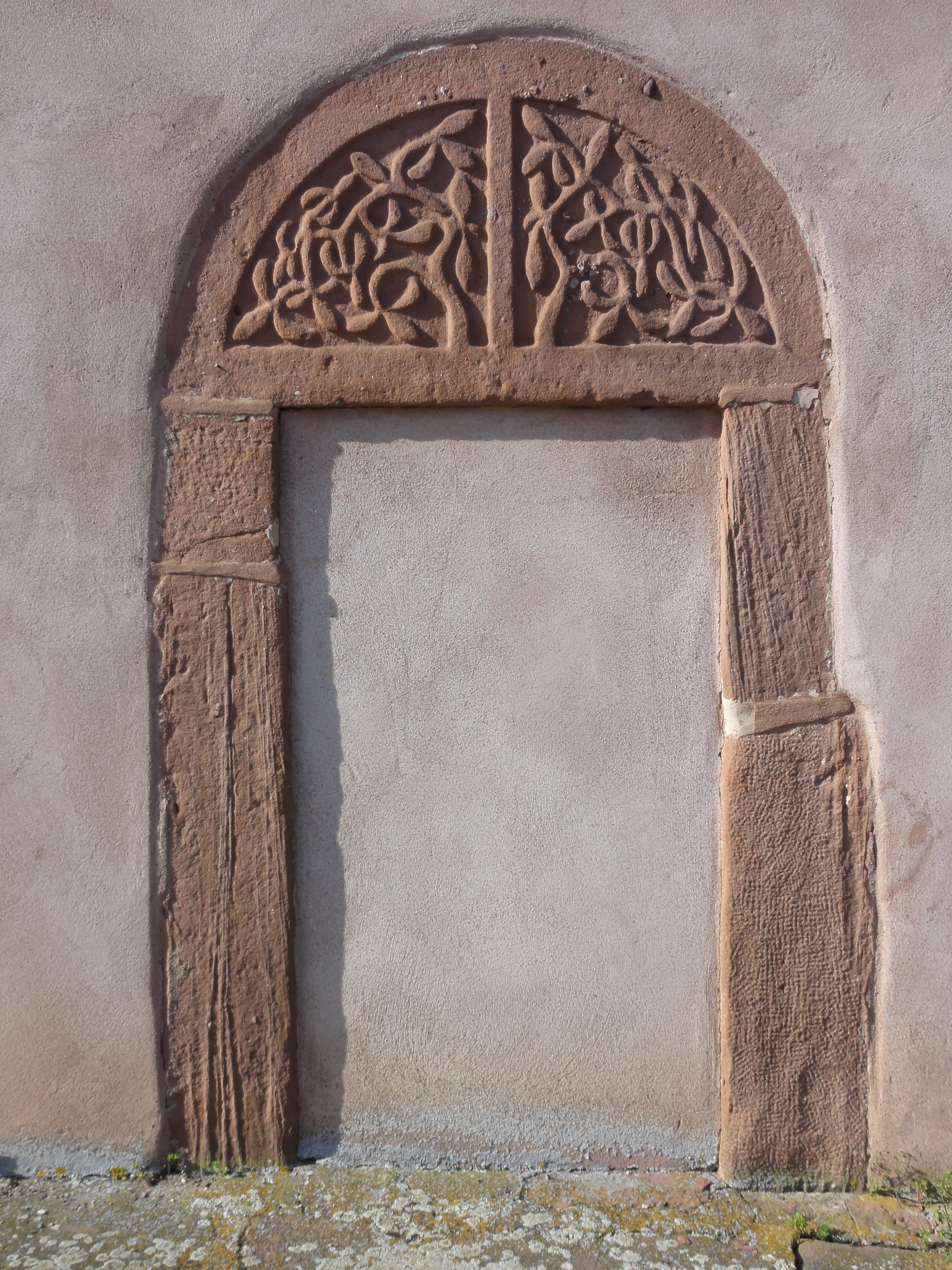